# جيلين
مقاطعة جيلين (بالـصينية: Jílín Shěng = 吉林): إحدى المقاطعات الداخلية لجمهورية الصين الشعبية. تقع في شمال شرقي البلاد، تتاخم روسيا شرقا، وتجاور جمهورية كوريا الديمقراطية الشعبية من الجنوب الشرقي، مساحتها 187,400 كلم مربع، تعداد سكانها حوالي 26,990 مليون نسمة عام 2002 م.

## المدن
من أهم الحواضر بهذه المقاطعة: مدينة تشانغتشون عاصمة المقاطعة: مدينة صناعية شاملة وهمزة وصل للمواصلات في شمال شرقي الصين، تلقب بأنها«مدينة السيارات» و«مدينة الغابات». تتواجد بها شركة ييتشي (مجموعة) والتي تعد أكبر قاعدة صينية لإنتاج السيارات. تتمركز فيها العديد من مراكز البحوث العلمية والتعليم، وقد ألحقت بالمدن العشرين الرئيسية، التي أولتها الحكومة الصينية اهتماما خاصا لتطوير البلاد.

## المواصلات
تخترق خطوط السكة الحديدية جيلين، فهي تحتل المركز الثالث الوطني من حيث طول السكك الحديدية العاملة. عدد الموانئ 21 ميناء وممرا من الدرجة الأولى (على مستوى الدولة) والدرجة الثانية (محليا)، تنتشر رئيسيا في الحدود بين الصين وجمهورية كوريا الديمقراطية الشعبية وبين الصين وروسيا.

## الزراعة
تتميز منطقة «جيلين» بأراضيها السوداء الخصبة، وتعتبر من أهم مناطق إنتاج الحبوب في الصين. من أهم المنتجات الزراعية المحلية: الذرة، فول الصويا وغيرهما. تحتل جيلين المركز الأول في الصين من حيث متوسط نصيب الفرد من الحبوب الغذائية. مروج يانغتساو والتي تقع في شمال المقاطعة، تعد إحدى المناطق الرئيسية لإنتاج الحيواني - الأبقار والأغنام-. معدل نصيب الفرد من موارد الغابات في جيلين ضعف معدل المستوى الوطني، تتمركز الغابات في المنطقة الجبلية الشرقية، وهي موطن الكنوز الثلاثة لشمال شرقي الصين وهي الجنسن وفرو السمور وعشب وولا.

## الصناعة
تملك جيلين احتياطات من الذهب والنيكل والنحاس والبترول، وللمنطقة تاريخ عريق في مجال تصنيع المعادن في الصين، وعدد المؤسسات المملوكة للدولة الكبيرة والمتوسطة بها كبير نسبيا. وتتفوق المنطقة في 6 (ستة) من الصناعات: الماكينات، البتروكيماويات، الطب والأدوية، الأطعمة، التعدين والغابات. وتعتبر صناعة السيارات والبتروكيماويات من ركائز الاقتصاد المحلي للمقاطعة.